# (2456) Palamedes
(2456) Palamedes ist ein Asteroid aus der Gruppe der Jupiter-Trojaner. Damit werden Asteroiden bezeichnet, die auf den Lagrange-Punkten auf der Bahn des Jupiter um die Sonne laufen. (2456) Palamedes wurde am 30. Januar 1966 vom Purple-Mountain-Observatorium entdeckt.
Der Asteroid wurde benannt nach Palamedes, einem griechischen Befehlshaber aus der griechischen Mythologie.